# Tohoku (Aomori)
Tohoku (東北町, Tōhoku-machi) é uma cidade do Japão localizada no distrito de Kamikita, no nordeste da prefeitura de Aomori, região de Tohoku. Em 2009 a localidade tinha uma população estimada em 19 051 habitantes, com uma densidade populacional de 58,3 pessoas por quilômetro quadrado, com uma área total de 326,71 km².
Tohoku localiza-se nas margens oeste do lago Ogawara, e tem um clima marítimo e frio caracterizado por verões curtos e frescos e invernos longos e frios com muita queda de neve.